# 大阪市立茨田東小学校
大阪市立茨田東小学校（おおさかしりつ まったひがししょうがっこう）は、大阪府大阪市鶴見区の東部に位置する公立小学校。

## 沿革
- 1964年10月 - 大阪市立茨田北小学校の分校として設置。
- 1965年4月 - 茨田北小学校より正式に分離し、開校。

## 交通
- 大阪シティバス36系統を茨田東小学校前で下車。
- 片町線（学研都市線）鴻池新田駅から北へ1km。
- 近畿自動車道大東鶴見ICから東へ。但し出口は北行のみで、また学校への道も大きく迂回する。